# Subachoque
Subachoque là một khu tự quản thuộc tỉnh Cundinamarca, Colombia. Thủ phủ của khu tự quản Subachoque đóng tại Subachoque Khu tự quản Subachoque có diện tích ki lô mét vuông. Đến thời điểm ngày 28 tháng 5 năm 2005, khu tự quản Subachoque có dân số 16704 người.